# And Just Like That...
And Just Like That... é uma série estadunidense de comédia dramática desenvolvida por Michael Patrick King e exibida pelo Max (anteriormente HBO Max). É um revival e sequência do aclamado seriado da HBO Sex and the City, baseada na coluna de jornal e nos livros de Candace Bushnell.
O desenvolvimento da série começou em dezembro de 2020, após o cancelamento de um terceiro filme. Foi anunciada como série em janeiro de 2021 pela HBO Max. O elenco foi revelado ao longo de 2021, e as filmagens começaram em julho do mesmo ano em Nova York.
And Just Like That... estreou na HBO Max em 9 de dezembro de 2021, recebendo críticas mistas, algumas considerando-a desnecessária em comparação com a série original.
Inicialmente anunciada como uma minissérie, a primeira temporada terminou em 3 de fevereiro de 2022. No entanto, uma segunda temporada foi anunciada em março de 2022 e estreou em 22 de junho de 2023. Em agosto de 2023, a série foi renovada para uma terceira temporada, com previsão de estreia em 2025.
Em fevereiro de 2024, foi revelado que Sara Ramirez, intérprete da comediante de stand-up Che Diaz, não estará na terceira temporada. Essa personagem foi alvo de críticas e gerou controvérsias.

## Elenco

### Principais
- Sarah Jessica Parker como Carrie Bradshaw
- Cynthia Nixon como Miranda Hobbes
- Kristin Davis como Charlotte York Goldenblatt
- Mario Cantone como Anthony Marentino
- David Eigenberg como Steve Brady
- Evan Handler como Harry Goldenblatt
- Sara Ramirez como Che Diaz
- Sarita Choudhury como Seema Patel
- Cathy Ang como Lily Goldenblatt (2.ª temporada; recorrente, 1.ª temporada)
- Niall Cunningham como Brady Hobbes (2.ª temporada; recorrente, 1.ª temporada)
- Chris Jackson como Herbert Wexley (2.ª temporada; recorrente, 1.ª temporada)
- Nicole Ari Parker como Lisa Todd Wexley (2.ª temporada; recorrente, 1.ª temporada)
- Alexa Swinton como Rock Goldenblatt (2.ª temporada; recorrente, 1.ª temporada)
- Karen Pittman como Dra. Nya Wallace (2.ª temporada; recorrente, 1.ª temporada)
- John Corbett como Aidan Shaw (2.ª temporada)

### Recorrentes
- Willie Garson como Stanford Blatch (1.ª temporada)
- Julie Halston como Bitsy von Muffling
- Bobby Lee como Jackie Nee
- LeRoy McClain como Andre Rashad Wallace
- Cree Cicchino como Luisa Torres (1.ª temporada)
- Pat Bowie como Eunice Wexley
- Ivan Hernandez como Franklyn
- Katerina Tannenbaum como Lisette Alee
- William Abadie como Zed
- Patricia Black como Judy (2.ª temporada)
- Sebastiano Pigazzi como Giuseppe (2.ª temporada)
- Armin Amiri como Ravi Gordi (2.ª temporada)

### Convidados
- Kim Cattrall como Samantha Jones (2.ª temporada)[13]
- Chris Noth como Mr. Big / John James Preston (1.ª temporada)
- Molly Price como Susan Sharon (1.ª temporada)
- Brenda Vaccaro como Gloria Marquette (1.ª temporada)
- Bridget Moynahan como Natasha Naginsky-Mills (1.ª temporada)
- Frank Wood como Norman (1.ª temporada)
- Jonathan Groff como Dr. Paul David (1.ª temporada)
- Jon Tenney como Peter (1.ª temporada)
- Hari Nef como Rabino Jen (1.ª temporada)
- Gary Dourdan como Toussaint (2.ª temporada)
- Oliver Hudson como Lyle (2.ª temporada)
- Tony Danza como ele mesmo (2.ª temporada)[2]
- Victor Garber como Mark Kasabian (2.ª temporada)
- Gloria Steinem como ela mesma (2.ª temporada)
- Billy Dee Williams como Lawerence Todd (2.ª temporada)
- Candice Bergen como Enid Frick (2.ª temporada)
- Peter Hermann como George Campbell (2.ª temporada)
- Armando Riesco como Paul Bennett (2.ª temporada)
- Julie White como Maddie Thomas (2.ª temporada)
- Rachel Dratch como Kerry Moore (2.ª temporada)
- Drew Barrymore como ela mesma (2.ª temporada)
- Miriam Shor como Amelia Carcy (2.ª temporada)
- John Glover como Elliot (2.ª temporada)
- Evelyn Howe como Raina (2.ª temporada)
- Rosemarie DeWitt como Kathy (2.ª temporada)
- Alex Lugo como Toby (2.ª temporada)
- Ryan Serhant como ele mesmo (2.ª temporada)
- Sam Smith como ele mesmo (2.ª temporada)
- Dolly Wells como Joy (2.ª temporada)
- André De Shields como Gene (2.ª temporada)